# Odlakovač

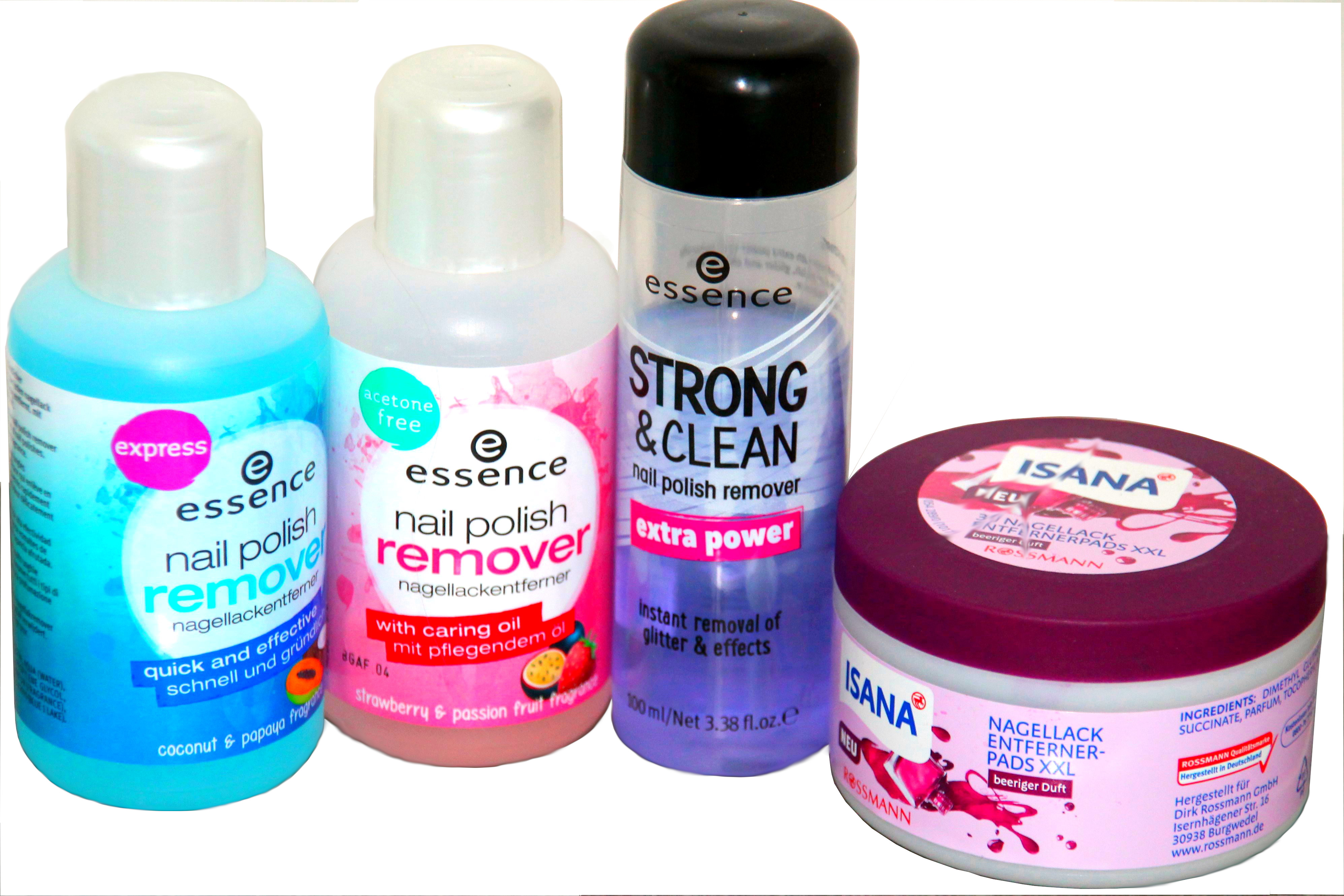
Odlakovače na nehty různých výrobců

Odlakovač na nehty slouží k odlakovávání nehtů.
Jedná se o organické rozpouštědlo na bázi acetonu, ethylacetátu nebo dříve také acetonitrilu. Lak se z nehtů odstraňuje odlakovačem naneseným na vatu. Zakoupit ho lze v drogeriích.